# Freshly Squeezed... the Early Years
Freshly Squeezed... the Early Years es una compilación semioficial de la banda Pulp, que contiene material antiguo grabado desde 1983 hasta 1992 y originalmente lanzados en la discográfica independiente de Londres, Fire Records. Solo fue lanzado en Norteamérica.

## Lista de canciones
1. My Lighthouse
2. My Legendary Girlfriend
3. Don't You Want Me Anymore?
4. She's Dead
5. Little Girl (With Blue Eyes)
6. Down by the River
7. Blue Glow
8. I Want You
9. They Suffocate at Night
10. Master of the Universe
11. Countdown

- Datos: Q5503060